# Telestes
Telestes è un genere di pesci ossei d'acqua dolce appartenenti alla famiglia dei Cyprinidae.

## Descrizione
Si riconoscono dagli Squalius perché hanno mediamente bocca più piccola ed in posizione terminale. È presente in tutte le specie una larga banda scura laterale, anche lungo la linea laterale è presente una linea scura.

## Distribuzione e habitat
Vivono in genere in acque mosse di torrenti di montagna e collina in numerosi fiumi dell'Europa centro-meridionale. Molte specie sono endemiche di singoli corsi d'acqua dell'ex-Jugoslavia.

## Specie
- Telestes beoticus
- Telestes croaticus
- Telestes dabar
- Telestes fontinalis
- Telestes karsticus
- Telestes metohiensis
- Telestes miloradi
- Telestes montenigrinus
- Telestes muticellus
- Telestes pleurobipunctatus
- Telestes polylepis
- Telestes souffia
- Telestes turskyi
- Telestes ukliva

## Nota tassonomica
La tassonomia di questo genere è stata recentemente studiata nel dettaglio. Le tre specie a più ampia diffusione (T.souffia, T.muticellus e T. pleurobipunctatus) presentano un elevato grado di differenziamento interno, che ha portato taluni a considerarle costituite da più o specie o sottospecie, ma attualmente non vi è ancora un consenso unanime sulla loro sistematica. In passato Telestes veniva considerato solo un sottogenere di Leuciscus.